# Бой у Валутиной горы
Бой у Валутиной горы  — оборонительное сражение 7 (19) августа 1812 года русского арьергарда против французов вблизи деревни Лубино (20 км восточнее Смоленска, на правом берегу Днепра) в ходе Отечественной войны 1812 года.
Эту битву называют ещё сражением при Лубино, так как боевые действия развернулись под деревней Лубино по Московской дороге. Перед деревней Лубино русская позиция располагалась на большом холме, которую французы назвали Валутина гора по названию ближайшей известной им деревни Валутино.
Современники также называли эти бои сражением под Заболотьем по названию села между Днепром и Московской дорогой в районе битвы.

## Предыстория
После сражения за Смоленск русская армия покинула город, переправившись в ночь на 18 августа на правый (северный) берег Днепра. Русский арьергард не сумел удержать французов, захвативших плацдарм на правом берегу в районе Петербургского предместья Смоленска. В течение того же дня французы починили мост и 19 августа бросились за отступающей русской армией.
2-я армия Багратиона защищала подступы к переправе через Днепр, расположенной в 50 км восточнее Смоленска на Московской дороге. 
Задача отступления 1-й армии Барклая-де-Толли осложнялась тем, что большая дорога на Москву шла непосредственно по северному берегу Днепра и находилась в зоне действия неприятельской артиллерии. Было решено отступать просёлочными дорогами кружным путём, сначала на север на Поречье, потом на восток с выходом на Московскую дорогу.
Для ускорения движения войска поделили на две колонны. Первая колонна под командованием генерал-лейтенанта Тучкова 1-го поворачивала с пореченской дороги на деревню Горбуново и далее выходила на Московскую дорогу около деревни Лубино. Колонна Тучкова состояла из 2, 3, 4-го пехотных и 1-го кавалерийского корпусов. Вторая колонна в составе 5-го и 6-го пехотных, 2-го и 3-го кавалерийских корпусов, а также всей резервной артиллерии под командованием генерала Дохтурова поворачивала на восток гораздо севернее, около деревни Стабны и выходила на Московскую дорогу лишь около Соловьёвой переправы.
Арьергард под командованием генерал-майора Корфа должен был прикрывать отступление и затем также отступить кружным путём, следуя за 2-м пехотным корпусом. Авангард колонны Тучкова 1-го под командованием генерал-майора Тучкова 3-го, и состоящий из 3 пехотных и гусарского полков, был выслан на большую Московскую дорогу, чтобы сменить заслон из 2-й армии под командованием князя Горчакова, перекрывающий дорогу у села Валутино. Однако Горчаков, узнав о готовящейся переправе французов около Прудищевой, а также о приближении авангарда Тучкова 3-го, ушёл с позиции, оставив лишь отряд казаков Карпова. Тучков 3-й, достигнув большой Московской дороги, обнаружил, что такой важный пункт, как Лубинский перекрёсток, имеет слабое прикрытие. Тучков 3-й занял начальную позицию за рекой Колодней и выслал вперёд небольшой отряд.

## Ход сражения
Перед рассветом 19 августа выяснилось, что из-за загруженности дороги 2-й корпус генерала Багговута даже не начал отступление. Ввиду нарастающей угрозы атак французов было решено направить его напрямую через лес.
Перед рассветом французы начали преследование. Не зная истинного направления отхода генерала Барклая-де-Толли, корпус французского генерала Груши направился по пореченской дороге, маршал Ней на деревню Гедеоново, маршал Мюрат с двумя кавалерийскими корпусами — на Московскую дорогу, как наиболее вероятное направление.
Примерно через час части корпуса Багговута вышли к деревне Гедеоново и выбили оттуда передовой отряд Нея. Далее было решено оставить для защиты деревни дивизию Евгения Вюртембергского, чтобы прикрыть отход арьергарда Корфа. Евгений Вюртембергский, сдерживая французов, прикрыл отступление Багговута и арьергарда Корфа, а затем, соединившись с Корфом, отступил сам. Из-за этих боёв сражение под Валутиной горой некоторые историки начинают с раннего утра, хотя большое сражение произошло восточнее под Лубино после 5 часов вечера.
Тучков 3-й встретил на большой Московской дороге, в нескольких километрах на запад от пересечения дорог, кавалерийские передовые подразделения французов, которые не спешили атаковать русский заслон. Дело ограничивалось перестрелкой, под её шум русские дивизии выходили на Московскую дорогу и отправлялись к назначенной стоянке.
Другие корпуса 1-й армии, 3-й и 4-й, успели утром 19 августа выйти на Московскую дорогу и расположились недалеко, прикрывая левый фланг русских позиций со стороны Днепра, где переправились части французского корпуса Жюно с намерением перерезать Московскую дорогу. Переправа и блуждание в болотистой местности заняли у Жюно много времени, так что он опоздал к основному сражению. Остальные корпуса 1-й армии, двигавшиеся в составе другой колонны по хорошей дороге, ещё раньше ушли к переправе через Днепр.
Арьергард генерала Тучкова 3-го, усиленный 6 орудиями и пехотой из 3-го корпуса (3-м корпусом командовал брат Тучкова 3-го, генерал-лейтенант Тучков 1-й), занял выгодную позицию, закрывая пересечение дорог. Французский авангард маршала Нея не предпринимал никаких действий с 10 утра и до 5 часов вечера (согласно мемуарам Ермолова), ожидая подхода пехоты, артиллерии и переправы генерала Жюно у Прудищевой. Командующий войсками в том месте генерал Ермолов воспользовался передышкой, чтобы подтянуть к месту 3-й и 4-й корпуса, которые расположились было для отдыха после ночного марша. Правый фланг русской позиции размещался на холме (Валутина гора), центр проходил по болотистому месту, а левый фланг был прикрыт лесом со стороны Днепра. В районе сражения за спиной русских войск на левом фланге протекал ручей Страгань (в настоящее время Строгинка).
Современные авторы приписывают героический отход арьергарду Тучкова 3-го от Валутино, который боем задержал продвижение французов к пересечению дорог и спас отставший 2-й корпус и арьергард Корфа. На деле 3-тысячный отряд Тучкова 3-го с раннего утра стоял почти на месте и перестреливался с французами, он ввязался в сражение уже ближе к вечеру 19 августа в составе сил 3-го и 4-го корпусов.
После 5 часов вечера маршал Ней произвёл первую атаку по Московской дороге, но был отбит. К русским войскам прибыл командующий 1-й армией генерал Барклай-де-Толли и взял руководство на себя. Затем французы попытались прорваться кавалерией маршала Мюрата с левого фланга, но стеснённые лесом и болотистыми берегами ручья Строгань, отошли назад под огнём русских батарей. Французская атака в центре привела к временному успеху неприятеля, части русских оказались разрезаны. Штыковая атака трёх русских полков восстановила позицию.
Французы перенесли атаку на русский правый фланг, который к тому времени усилился за счёт подходящих частей 2-го корпуса. Французы наступали силами корпусов маршалов Даву, Нея и вице-короля Италии Евгения Богарне.
В сражение было вовлечено примерно по 30 тысяч солдат с каждой стороны.
В результате французских атак и русских контратак правый фланг устоял и даже сдвинулся немного в сторону противника. Уже в темноте генерал Тучков 3-й был ранен в контратаке и взят в плен. Как передаёт граф Сегюр, русский генерал слишком увлёкся и оказался среди французов. Он попытался вырваться, подавая команды на французском, однако солдаты заметили его золотые эполеты в отблесках ружейных выстрелов и атаковали. Тучков получил удар штыком в бок, но его спас французский офицер, который будто бы позднее получил за это орден Почётного легиона из рук Наполеона.
Сражение прекратилось в 10 часов вечера, после чего русские, выполнив задачу прикрытия флангового марша отставших частей, продолжили отступление в полном порядке на восток к переправе через Днепр. Утром 20 августа русские корпуса переправились через реку.
Поле битвы глазами очевидца. Из мемуаров французского офицера из 5-го польского корпуса:

С одного возвышения вдруг открылся вид на равнину, ограниченную резко обозначившимися высотами. Насколько видел глаз, всё пространство было завалено трупами, также, большею частью, уже раздетыми… Число убитых и изувеченных, русских и французов вместе, было так велико, что некоторые места, заваленные ими, надлежало объезжать, и нигде ни одного трофея — ни одной пушки, ни одного зарядного ящика! Мы владели только полем, в одинаковом количестве покрытым и нашими трупами… 

В течение дня распространилось известие о сражении при Валутиной горе. Это известие произвело чрезвычайно дурное впечатление. Никто не думал, чтобы русские, тотчас после потери Смоленска, решились сопротивляться.

## После сражения
Граф Сегюр признал, что маршал Ней первым приказал прекратить огонь. Только после того русские перестали отстреливаться. По мнению Сегюра, французы понесли больше потерь, чем русские. У французов погиб один из лучших дивизионных генералов – Гюден. Пушечное ядро перебило ему обе ноги. У русских 3 генерала были ранены, из них Тучков 3-й захвачен в плен.
Согласно надписи на 9-й стене храма Христа Спасителя, русские в боях при деревнях Гедеоново и Лубино потеряли 5 тысяч солдат. Потери французской стороны приводят обычно в 8—9 тысяч. Историк Керсновский приводит данные в 8768 выбывших в сражении французов, однако не сообщает, из каких источников взята эта цифра. Керсновский работал в Париже и имел доступ к французским архивам.
После сражения русские в полном порядке снялись с позиций и последовали на восток, маршал Ней со своим обескровленным авангардом не смог преследовать их. Граф Сегюр передаёт настроения во французском штабе, сражение у Валутиной горы не рассматривали как успех. Хотя формально русские оставили позицию, но сделали это таким образом, что Сегюр пишет: «В их поражении было столько же славы, сколько в нашей победе».
Чтобы поднять дух измотанных войск, Наполеон устроил показательное представление прямо на поле боя, щедро раздавая солдатам награды и отличия полкам. Однако без излишнего шума французский император послал царю Александру I замаскированное предложение о мире, попросив пленного генерала Тучкова 3-го написать письмо брату, Тучкову 1-му. Письмо достигло царя, но ответа не последовало. С потерей Смоленска ожесточённое сопротивление нашествию усилилось.
25 августа Наполеон покинул Смоленск, преследуя отступающую русскую армию.

## Фотогалерея
- Памятный камень на месте сражения
- Памятник русским воинам
- Захоронения русских и французских воинов